# Markgrafenburg Schweinfurt
Die Markgrafenburg Schweinfurt ist eine abgegangene Spornburg am östlichen Rand Schweinfurts, die vermutlich um 970 von Berthold von Schweinfurt erbaut wurde, dem Stammvater des Schweinfurter Adelsgeschlechts. Er war Markgraf über das östliche, heutige Franken und die heutige Oberpfalz, bis in den Bayerischen Wald. Um 1004 wurde in der Burganlage oder in einer Vorburg ein Kloster gegründet. Die Klosterburg wurde 1437 durch die Reichsstadt Schweinfurt erworben und gesprengt (siehe: Benediktinerkloster Schweinfurt). Auf dem Burgberg wurde 1874 eine Burganlage im Stil des Historismus errichtet, die sogenannten Sattlerscher Bauten.

## Lage
Die Markgrafenburg lag einen knappen Kilometer mainaufwärts (nordöstlich) der ursprünglichen Schweinfurter Altstadt, nicht zu verwechseln mit der heutigen, eineinhalb Kilometer mainabwärts der Burg gelegenen Altstadt. Die Burg lag oberhalb des Mains und des Höllentals, auf der Peterstirn, einem südwestlichen Ausläufer des Hainbergs, im Gebiet des heutigen Nordöstlichen Stadtteils. Am Fuß des Burgbergs verläuft die historische Mainleitenstraße von Schweinfurt nach Mainberg, die Richtung Bamberg führt (heute Staatsstraße 2447) und die 1852 eröffnete Bahnstrecke Bamberg–Schweinfurt.

## Eine Burg oder zwei Burgen?
Es bestehen unterschiedliche Auffassungen zur Markgrafenburg. Bildete sie eine gemeinsame Anlage mit der Reichsburg oder gab es Befestigungen anderer Art? Nachfolgend die diversen Annahmen und Möglichkeiten.

### Eine Burg
Nach einem Plan von Raimund Röthlein von 1990 und nach Dirk Rosenstock gab es nur eine Burg, die die Markgrafen errichteten und die später Reichsburg wurde, mit Kernburg und Suburbium (Vorburg).

#### Kernburg
Demnach wurde aus verteidigungstechnischen Gründen die Kernburg nicht im verflachten Vorfeld, sondern auf der Höhe errichtet. Der heute noch teilweise erhaltene Halsgraben mit einem Teich beim Beerhüterturm war nicht nur Graben für die Reichsburg, sondern er riegelte eine einzige, große Burg auf dem Spornausläufer gegen Osten ab. Am Graben wurden burgeinwärts an der höchsten Stelle durch archäologische Ausgrabungen eine reichhaltige Abfolge von teilweise verwirrenden Baukonstruktionen freigelegt, mit einer Außenmauer der Befestigung und einem Eckturm.
Während der Verlauf der einstigen Randbefestigungen mit Westabschluss Richtung Höllental und Main durch Umgestaltungen des Geländes infolge des Weinbaus und dem Bau der Eisenbahn nur noch zu erahnen ist. Unter Berücksichtigung von Vermessungen aus älterer Zeit und vom Bayerischen Landesamt für Denkmalpflege (BLfD) ergibt sich nach Dirk Rosenstock ein rekonstruierter Verlauf der ehemanligen Kernbefestigung von 120 m Länge, durchschnittlich 40 m bis maximal 60 m Breite und 0,6 ha Fläche, was einem Fußballfeld entspricht.

#### Suburbium
Die Vorburg lag demnach am Ort der heutigen Sattlerschen Bauten, mit Resten der Deutschordensbefestigung (bis 1437). 
In der Vorburg waren zur markgräflichen Zeiten Zivilangehörige angesiedelt, die der Bewirtschaftung und Versorgung der Burg dienten, zudem auch Handwerker, Bauern und Händler. In der modernen Wissenschaft trägt dieses Vorfeld die lateinische Bezeichnung Suburbium, wovon das englische Wort suburb (Vorort) abstammt und das deutsche Wort Bürger abgeleitet wurde. Die Suburbien stellen eine der Wurzeln der europäischen Stadt des Mittelalters dar. Als das Suburbium nach 1003 als Kloster genutzt wurde, mussten ihre Bewohner in die (ursprüngliche) Altstadt umziehen.

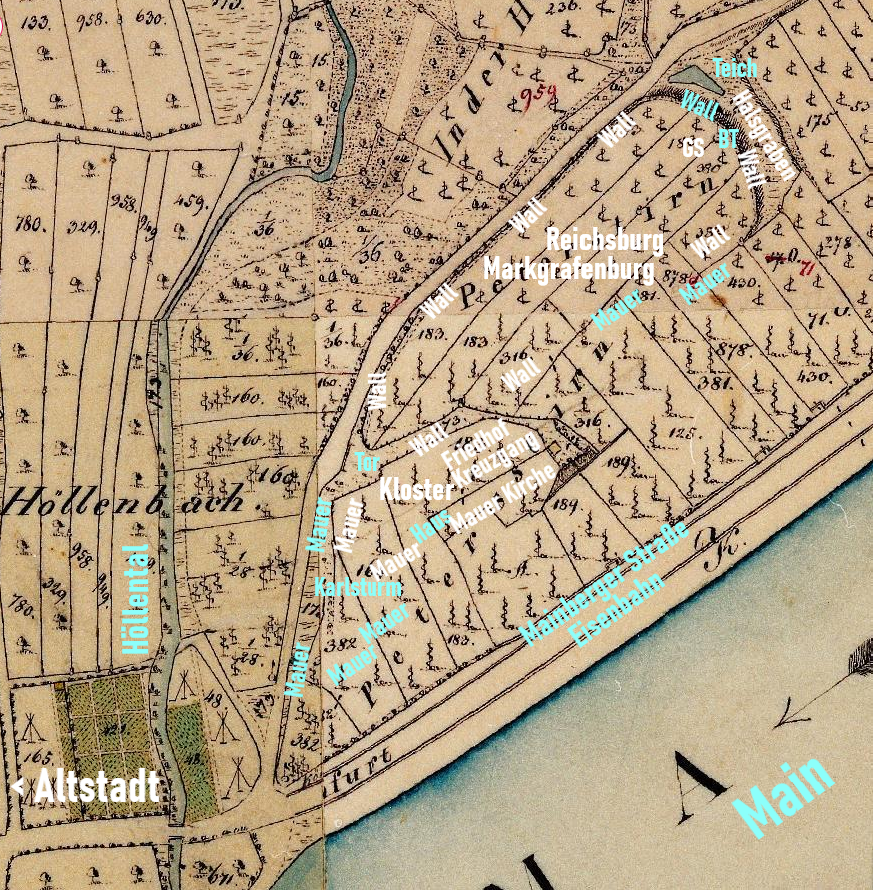
Peterstirn. Hellblau: Heutiger Bestand, einschließlich Sattlerscher Bauten von 1874. Weiß: Abgegangene Orte nach Plan von R. Röthlein (1990). Eingetragen auf dem Urkataster aus dem 19. Jahrhundert. BT = Beerhüterturm. GS = Grabungsschnitt mit Mauer und Turm. Die einstige Altstadt lag einen halben Kilometer mainabwärts

- Peterstirn.
Hellblau: Heutiger Bestand, einschließlich Sattlerscher Bauten von 1874.
Weiß: Abgegangene Orte nach Plan von R. Röthlein (1990).[1]
Eingetragen auf dem Urkataster aus dem 19. Jahrhundert.
BT = Beerhüterturm. GS = Grabungsschnitt mit Mauer und Turm.
Die einstige Altstadt lag einen halben Kilometer mainabwärts

#### Markgrafenburg Cham
Für die obige Annahme spricht auch die Burg Cham der Markgrafen von Schweinfurt. Sie war eine 180 mal 300 Meter große Anlage mit Suburbium, aus der später vermutlich die Reichsburg Cham hervorging.

### Zwei Burgen
Nach Friedrich Stein lag die Reichsburg „außerhalb der ummauerten Reichsstadt auf dem Hainberge oberhalb der früher markgräflichen ... Peterstirn.“
Nach Erich Schneider waren Markgrafenburg und Reichsburg ebenfalls zwei eigene Burganlagen, das Kloster hingegen keine eigene Anlage, sondern es ging aus einer Umwandlung der Markgrafenburg hervor:
Ähnlich verhält es sich mit dem genauen Aussehen der sich auf steilem Bergsporn ostwärts davon erhebenden Burg der Markgrafen von Schweinfurt bzw. deren Vorgänger. Während diese markgräfliche Burg nach den Ereignissen von 1003 zunächst in ein Kloster und nach 1263 in eine Burg des Deutschen Ordens umgewandelt wurde, die bis in das 15. Jahrhundert erhalten blieb, war der auf dem gleichen Bergsporn, direkt darüber gelegenen Reichsburg keine so lange Dauer beschieden.

### Abschnittsburg oder Doppelburg
Denkbar wäre auch eine Abschnittsburg (eigenständige Befestigungsabschnitte) oder eine Doppelburg (Verteidigungseinheit), wie die Nürnberger Burg, in der sich eine Burggrafenburg und eine Reichsburg befand.
Das Bayerische Landesamt für Denkmalpflege macht zu allen Möglichkeiten keine näheren Aussagen und führt die gesamte Peterstirn als gemeinsames Bodendenkmal („Burgstall und Klosterwüstung“), ohne die Markgrafenburg oder Reichsburg namentlich zu nennen.

## Geschichte

Karte vom Nordgau (Nortgowe) um 1055

1003 erwähnt Thietmar von Merseburg erstmals eine Burg in oder bei Schweinfurt, womit wahrscheinlich die Markgrafenburg gemeint ist. Die Feudalburg wurde vermutlich von Berthold von Schweinfurt errichtet – spätestens nach seiner Heirat um 970 oder 976 mit Eilica (auch Eila, Eilika oder Eiliswintha genannt; † 19. August 1015), der Tochter des Grafen Lothar II. von Walbeck. Die Burg sollte den Volkfeldgau, die sich gebildete Markgrafschaft Schweinfurt und die Mainschifffahrt sichern. Berthold herrschte als Markgraf über das östliche, heutige Franken und die heutige Oberpfalz bis in den Bayerischen Wald. In seinem Machtbereich lagen neun eigene Burgen und vier Reichsburgen. Den Nordgau, etwa die heutige Oberpfalz, erhielt Berthold als Dank von König Otto. I., da er ihm im Kampf gegen aufständische Stammesherzöge (u. a. dem baierischen) wertvolle Waffenhilfe leistete. Das Lehen über die Reichsburg Bamberg wurde ihm jedoch 973 entzogen, die sogenannte Babenburg, von wo aus er seine Territorien regierte. Spätestens nun bildete er einen neuen Stammsitz bei Schweinfurt, wohl auch auf Königsgut beruhend.
Seinem Sohn Heinrich von Schweinfurt, genannt Hezilo, wurde von Heinrich II. für die Unterstützung zur Königswahl die Baierischer Herzogswürde zugesagt aber nicht erteilt. Das führte zur Schweinfurter Fehde, die Hezilo verlor und seine Burg drohte zerstört zu werden. Seine Mutter, die ihren Witwensitz auf der Burg hatte, bat um Gnade, gründete in oder bei der Burg ein Nonnenkloster und verhinderte so die vollständigen Zerstörung. Eine Entfestigung kann aber angenommen werden. Eilizia und Hezilo wurden beide hier begraben.
Nach dem Tod des letzten (Mark)Grafen bzw. Herzogs von Schwaben, Otto, (Sohn von Heinrich und Gerberga) und einigen erbtechnischen Irrungen und Wirrungen übernahm mit päpstlicher Genehmigung 1283 der Deutsche Orden Kloster und Burg. Im 15. Jahrhundert wurde die Klosterburg schließlich von der Reichsstadt Schweinfurt gesprengt (siehe: Benediktinerkloster Schweinfurt, Geschichte).
Judith von Schweinfurt, Tochter von Heinrich von Schweinfurt, ist eine zentrale Figur der Alt-Schweinfurter Stadtgeschichte, in der sich die historischen Überlieferungen zweier verschiedener Frauen (Tante und Nichte) gleichen Namens mit Legenden verbinden.
Siehe auch: Schweinfurt, Frühmittelalter